# Campionat del Món d'esgrima de 1952
El Campionat del Món d'esgrima de 1952 fou la vuitena edició del Campionat del Món d'esgrima. Es va disputar a Copenhaguen, Dinamarca.

## Resultats

### Resultats femenins
| Proves            | Or                                                               | Plata | Bronze                                                                                   |
| Floret per equips | HongriaIlona Elek · Margit Elek · Magdolna Kovács · Magda Zsabka | FrançaCatherine Delbarre · Odette Drand · Renée Garilhe · Françoise Gouny · Lylian Guyonneau · Françoise Mailliard | ItàliaIrene Camber · Alberta Lorenzoni · Velleda Cesari · Silvia Strukel · Jenny Zanelli |

## Medaller
| Posició | País    | Or | Plata | Bronze | Total |
| 1       | Hongria | 1  | 0     | 0      | 1     |
| 2       | França  | 0  | 1     | 0      | 1     |
| 3       | Itàlia  | 0  | 0     | 1      | 1     |